# Арте повера
арте повера (итал. „arte povera”= „сиромашна” или „осиромашена уметност”), темин којi је 1967. сковао италијански критичар Ђермано Челант. Дела арте повере су просторне уметничке инсталације састављене од елемената „сиромашних” и свакодневних материјала као што су земља, дрво, стакло, камење, гвожђе, новине и сл. материјала. Употреба свакодневних и једноставних материјала требало је да буде протест против високих стилова у уметности. Значајну збирку уметника арте повера осим Италије има и Уметнички музеј у Лихтенштајну.
Понекад се користи само да опише врсту рада у којем су коришћени материјали — као што су земља, гранчице и новине — намерно изабрани због њихове „безвредности” као реакција на комерцијализацију света уметности, али заправо су конотације знатно шире. Према Челанту, „арте повера изражава приступ уметности који је у основи антикомерцијалан, несигуран, баналан и антиформалан, који се првенствено бави физичким квалитетима медија и променљивошћу материјала. Његов значај лежи у ангажовању уметника на стварним материјалима и укупној стварности и њиховом покушају да ту стварност тумаче на начин који је, иако тешко разумљив, суптилан, церебралан, неухватљив, приватан, интензиван.” 
Термин је инспирисан изразом „сиромашно позориште” пољског редитеља Јежија Гротовског. У пракси елемент „сиромашности” не треба схватати превише дословно. Многи радови су били технички веома разрађени, уз коришћење скупих материјала. Како Каролајн Тисдал истиче, „Контекст арта повере је био и јесте, на крају крајева, прекрасна палата и бели простор са високим плафонима у свету уметности, а не превирања на улицама”. Данас је уобичајено да се термин примењује на групу уметника који су стварали у Италији од средине 1960-их па надаље, са Пјером Манцонијем као врстом оца-оснивача. Други главни уметници су Марио Мерц, Пино Паскали, Микеланђело Пистолето, Јанис Кунелис, Лучијано Фабро и Ђилберто Цорио. Заједно их је изложио торински дилер умјетности Енцо Спероне. Цорио је о њему рекао: „Спероне је био тај који је учинио да се ствари десе; знао је како да искористи сваку прилику да пренесе уметност рођену у личним домовима и атељеима појединаца, усмеравајући је ка широј јавности. 
Челантова књига Арте Повера (Arte Povera) из 1969. (преведена је на енглески исте године као Арт повера: концептуална, стварна или немогућа уметност? [Art Povera: Conceptual, Actual or Impossible Art?]) проширила је концепт и укључила многе неиталијанске уметнике, као што су Јозеф Бојс, Карл Андре, Ева Хесе, и Ричард Лонг, између осталих, који би се најчешће повезивали са минималном, концептуалном или ленд арт уметношћу. У књизи је понудио различите алтернативне називе за овај уметнички тренд или покрет, укључујући стварна уметност, немогућа уметност, микроемотивна уметност, сирово материјалистичка уметност и антиформа. Већ еластичан концепт се растезао до тачке самог лома. Неки излаз из ове конфузије дефиниција је сугерисање да оно што је Челант покушавао јесте да дефинише уметност касних 1960-их на радикално другачији начин од оног који имплицира Луси Липард у својој фрази „дематеријализација уметничког објекта”. За Липардову је поента била идеја, за Челанта је то била ствар, објекат, односно материјани предмет. Концептуална уметност узима језик као оруђе, док арте повера покушава да избегне језик или га бар уклони из његових нормалних функција третирајући га као само још један објекат уметничке комуникације. Осврћући се на покрет 2001. године, Франческо Бонами је сугерисао да „чак ни 1967. Челант није желео да уништи традиционални уметнички језик. Уместо тога, он је бриљантно предложио начин да га уметници прокријумчаре кроз колапс послератне Италије.”

## Значајни уметници
- Ђовани Алселмо “Giovanni Anselmo“
- Алигјеро Боети “Alighiero Boetti“
- Јозеф Бојс “Joseph Beuys“
- Ђино де Доминикис “Gino de Dominicis“
- Лучано Фабро “Luciano Fabro“
- Алфред Гулден “Alfred Gulden“
- Јанис Кунелис “Jannis Kounellis“
- Марио Мерц “Mario Merz“
- Ана Оперман “Anna Oppermann“
- Ђулио Паолини “Giulio Paolini“
- Ђузепе Пеноне “Giuseppe Penone“
- Ветор Писани “Vettor Pisani“
- Микеланђело Пистолето “Michelangelo Pistoletto“
- Фабрицио Плеси “Fabrizio Plessi“
- Салво “Salvo“ („Salvatore Mangione“)
- Ђилберто Цорио “Gilberto Zorio“